# Al-Hasan al-Basrī
Abū Saʿīd al-Hasan ibn Abī l-Hasan al-Basrī (arabisch ابو سعيد الحسن بن ابي الحسن البصري, DMG Abū Saʿīd al-Ḥasan ibn Abi l-Ḥasan al-Baṣrī; geboren 642 in Medina; gestorben 728 in Basra) oder auch Hassan von Basra war ein muslimischer Korangelehrter und Prediger, der eine wichtige Rolle bei der Kanonisierung des Korantextes sowie in den islamischen Diskussionen über die Prädestination (qadar) spielte. Aufgrund der großen Autorität, die er besaß, entwickelte sich später um seine Person ein reichhaltiges pseudepigraphisches Schrifttum. Sowohl Muʿtaziliten als auch Sunniten nahmen ihn als Vertreter der eigenen Richtung in Anspruch. Auch in sufischen Kreisen genoss al-Hasan al-Basrī schon früh hohes Ansehen. Mehrere Orden nahmen ihn in ihre Silsila auf.

## Abstammung und Leben
Al-Hasan war der Sohn eines Sklaven, der ursprünglich Pērōz hieß und während der Eroberungskriege in der Landschaft Maisān im Irak gefangen genommen und nach Medina gebracht worden war. In Medina wurde er von seiner Herrin bald freigelassen und heiratete Chaira, Hasans Mutter.
Nach der islamischen Überlieferung wuchs al-Hasan im Hidschaz auf. Nach der Schlacht von Siffin ließ er sich in Basra nieder, wo er wegen seiner Gelehrsamkeit und Frömmigkeit allgemein geschätzt wurde. In seinen jungen Jahren, zwischen 663 und 666, nahm er an mehreren Eroberungszügen muslimischer Truppen in den Iran teil. Im Jahre 666 trat er in Sistan in die Verwaltung ein. Der Statthalter übertrug ihm die Aufgabe, die dortige Steuerkasse aufzubauen. Er war ein politischer Gegner des zweiten Umayyadenkalifen Yazid I. (680–683), während dessen Herrschaft der zweite Bürgerkrieg (Fitna) den gesamten Irak, Syrien und den Hedschas erfasste. Während der Herrschaft von Abd al-Malik wirkte er in leitender Rolle an dem Projekt des al-Haddschādsch ibn Yūsuf zur Kanonisierung des Korantextes mit. Als al-Haddschādsch den Regierungssitz nach Wāsit verlegte, übte al-Hasan Kritik an dieser Entscheidung. Dadurch kam es zum Bruch mit dem Gouverneur. Unter dem Kalifen ʿUmar ibn ʿAbd al-ʿAzīz (717–720) war al-Hasan kurze Zeit Qādī.
Al-Hasan hatte zahlreiche Schüler, darunter Qatāda ibn Diʿāma und die beiden Begründer der Muʿtazila Wāsil ibn ʿAtā' und ʿAmr ibn ʿUbaid.

## Überlieferung und pseudepigraphisches Schrifttum
Eigenständige Schriften al-Hasans haben sich nicht erhalten. Seine Beiträge zur Gestaltung der Jurisprudenz (Fiqh) sind in einigen isoliert stehenden Fragmenten in der Hadith-Literatur überliefert, deren Authentizität allerdings umstritten ist. Seine Sprüche zur Frömmigkeit werden in späteren Prosaschriften und anthologischen Sammlungen, z. B. bei al-Mubarrad, zitiert. Ein bekannter Ausspruch von ihm lautet: „Mach aus der Welt eine Art von Brücke, die du überschreitest, sie aber nicht errichtest“ (iǧʿali d-dunyā ka-l-qanṭarati taǧūzu ʿalaihā wa-lā taʿmuru-hā).
Al-Hasans Lesevarianten zum Korantext sind in den späteren Qira'at-Werken überliefert, insbesondere in der ihm gewidmeten Mufrada des Abū ʿAlī al-Hasan ibn ʿAlī al-Ahwāzī (gest. 1054/55). Das früheste in seiner ursprünglichen Form heute noch erhaltene Werk, in dem die Auslegungen von al-Hasan al-Basrī zum Koran konsequent berücksichtigt worden sind, ist das Kitāb at-Tafsīr des ägyptischen Gelehrten ʿAbdallāh ibn Wahb († 817), das bereits im 2. Jahrhundert d. Hidschra (8. Jahrhundert n. Chr.) schriftlich überliefert wurde.
Ein al-Hasan zugeschriebene Sendschreiben an ʿAbd al-Malik, das 1933 von Hellmut Ritter ediert worden war, war zunächst für authentisch gehalten und von Josef van Ess auf die Zeit zwischen 694 und 699 datiert worden. Die Authentizität dieses Sendschreibens ist allerdings schon 1981 von Michael Cook in Zweifel gezogen worden und kann heute als widerlegt gelten. Wie Sulaiman Ali Mourad gezeigt hat, wird es zum ersten Mal in dem Buch „Der Vorzug des Muʿtazilitentums und die Generationen der Muʿtaziliten“ (Faḍl al-iʿtizāl wa-ṭabaqāt al-muʿtazila) von ʿAbd al-Dschabbār ibn Ahmad (gest. 1024) zitiert. Mourad, der das Sendschreiben inhaltlich untersucht hat, kommt zu dem Ergebnis, dass es große Nähe zur dogmatischen Position des zaiditisch-muʿtazilitischen Theologen al-Qāsim ibn Ibrāhīm ar-Rassī (gest. 860) aufweist, und vermutet aufgrund dessen, dass es in Kreisen, die von seiner Lehre beeinflusst waren, entstanden ist. Hintergrund für die Entstehung des Werkes war, dass die Muʿtaziliten daran interessiert waren, al-Hasans Zugehörigkeit zur Qadarīya nachzuweisen, um ihn somit als Gewährsmann für ihre Lehre von der menschlichen Willensfreiheit in Anspruch nehmen zu können.
In einem weiteren muʿtazilitischen Werk, dem Šarḥ ʿuyūn al-masāʾil des zaiditischen Theologen al-Hākim al-Dschuschamī (gest. 1101), wird außerdem noch ein Brief al-Hasans an ʿUmar ibn ʿAbd al-ʿAzīz zitiert, in dem er eine qadaritische Position einnimmt.
Abū n-Nuʿaim al-Isfahānī (gest. 1038) schließlich überliefert von al-Hasan al-Basrī ein „Sendschreiben der Weltentsagung“ (Risālat az-Zuhd) an ʿUmar ibn ʿAbd al-ʿAzīz, in dem al-Hasan als Vertreter sufischer Lehren erscheint. Auch dieses Schreiben ist erst später entstanden.

## Lehren

### Politisch-Theologische Lehren
Al-Hasan betrachtete Willkür und Ungerechtigkeit der Obrigkeit als den Ausdruck von Gottes Willen, den man mit Geduld zu ertragen habe und gegen den man sich nicht erheben dürfe. Zugleich sprach er den Herrschern das Recht ab, ihre Unrechtstaten mit dem Qadar Gottes zu rechtfertigen. Al-Hasan erlaubte nicht zu behaupten, dass Gott der Schöpfer auch die schlechten Handlungen des Menschen hervorbringe, vielmehr sei der Sünder für seine Taten selbst verantwortlich. Nach einer Anekdote, die in der muʿtazilitischen Literatur überliefert wird, ging al-Hasan einmal an einem Räuber vorbei, den man gekreuzigt hatte, und fragte ihn: „Was hat dich dazu gebracht, dies zu tun?“ Der Räuber antwortete: „Die Vorherbestimmung Gottes und seine Vorsehung“ (qaḍāʾ Allāh wa-qadaru-hū). Das sagte al-Hasan: „Du hast gelogen. Soll er etwa zuerst für Dich vorherbestimmt haben, dass Du stiehlst, und dann, dass Du gekreuzigt wirst?“ Daneben existieren noch zahlreiche andere von al-Hasan überlieferte Aussagen, die ihn als Vertreter einer Lehre des freien Willens ausweisen.
Umstritten ist die Frage, ob al-Hasan mit diesen Lehren zur Qadarīya gehört. Während er bei dem imamitischen Autor al-Kaschschī (frühes 10. Jahrhundert) als „Anführer der Qadarīya“ (raʾīs al-Qadarīya) erscheint, legte man in sunnitischen Kreisen Wert darauf, nachzuweisen, dass er kein Qadarit gewesen sei. Einige Gelehrte wie Ibn Qutaiba und at-Tūfī gaben zu, dass sich al-Hasan ursprünglich zur Qadar-Lehre bekannt habe, nahmen aber an, dass er später davon Abstand genommen habe.

### Al-Hasan als Koranleser und -exeget
Al-Hasan war auch als Koranleser und -exeget eine anerkannte Autorität auf dem Gebiet der Koranwissenschaften.  In einigen Fällen zeigen al-Hasans Lesevarianten Abweichungen beim Konsonantengerüst der einzelnen Wörter gegenüber dem uthmanischen Text. So las al-Hasan zum Beispiel in Sure 12:110 baʾsu-hū (بأسه) statt baʾsu-nā (بأسنا). An anderen Stellen weicht die Reihenfolge der Wörter bei ihm gegenüber dem uthmanischen Text ab. Derartige Abweichungen erklären sich daraus, dass seine Lesarten in der Tradition der lokalen autoritativen Lesung von Basra stehen, die auf dem Koran-Kodex des Abū Mūsā al-Aschʿarī fußte.
In anderen Fällen betrafen seine Lesevarianten nur die diakritischen Zeichen. So wird berichtet, dass er in Sure 2:259 nunšizu-hā (ننشزها) statt nunširu-hā (ننشرها) las. Später rückte er aber von dieser Lesart ab und schloss sich der Mehrheitslesung mit rāʾ an. Omar Hamdan vermutet, dass dies im Rahmen der Einführung diakritischer Zeichen in den Korantext im Zuge von al-Haddschādschs Kanonisierungsprojekt erfolgte.
In einzelnen Fällen lassen die Lesarten al-Hasans bestimmte dogmatische Positionen erkennen. So hat er sich an zwei Stellen (Sure 5:85 und Sure 48:18) für eine Lesart entschieden, die die Belohnung (Iṯāba) von Handlungen betont. In Sure 12:110 „Als dann die Gesandten schließlich die Hoffnung aufgaben und meinten, sie seien belogen worden (kuḏibū) [oder für Lügner erklärt worden (kuḏḏibū)], kam unsere Hilfe zu ihnen“ waren die beiden passivischen Lesarten, für die sich al-Hasan entschied, notwendig, um die Vorstellung von der Unfehlbarkeit (ʿIsma) der Propheten zu sichern. Eine aktivische Lesung des Verbs kaḏabū („sie logen“) hätte die Interpretation eröffnet, dass die Propheten von sich selbst meinten, dass sie gelogen hätten, was mit der in dieser Zeit sich durchsetzenden Vorstellung vom Prophetentum nicht vereinbar war. An mehreren Stellen des Korans sind auch zwei oder mehr Lesevarianten von al-Hasan zu einem Wort überliefert.
Von al-Hasan al-Basrī sind auch Lehrauffassungen zur Abrogation von Koranversen überliefert. So soll er zum Beispiel gelehrt haben, dass die in Sure 2:144 ausgesprochene Aufforderung, sich beim Gebet nach der Heiligen Kultstätte in Mekka auszurichten, die in Sure 2:115 gegebene Erlaubnis, in alle Richtungen beten zu dürfen, aufgehoben habe, und dass die Verse zu den Pflichterbteilen (Sure 4:11, 12, 176) das Gebot, zugunsten von Eltern und Verwandten eine letztwillige Verfügung zu treffen (Sure 2:180), abrogiert habe.

## Belege
1. ↑  Vgl. Schaeder: „Ḥasan al-Baṣrī.“ 1925, S. 48.
2. ↑  Vgl. Hamdan 135–139.
3. ↑  Vgl. Schaeder: „Ḥasan al-Baṣrī.“ 1925, S. 59.
4. ↑  Vgl. Van Ess: Theologie und Gesellschaft. Bd. II, S. 43.
5. ↑  Vgl. Hamdan 40–47.
6. ↑  Vgl. van Ess 1975, 31.
7. ↑  Vgl. dazu van Ess 1992, 48.
8. ↑  Vgl. Mourad 178.
9. ↑  Vgl. Mourad 218–239.
10. ↑  Vgl. Mourad 170.
11. ↑  Vgl. Mourad 125.
12. ↑  Vgl. dazu Mourad 140–160.
13. ↑  Vgl. Watt/Marmura: Der Islam II. 1985, S. 93.
14. ↑  Vgl. ʿAbd al-Ǧabbār ibn Aḥmad: Faḍl al-iʿtizāl wa-ṭabaqāt al-Muʿtazila. S. 225.
15. ↑  Vgl. dazu van Ess: Theologie und Gesellschaft. 1992, Bd. II, S. 48.
16. ↑  Vgl. van Ess 1992, 48.
17. ↑  Vgl. dazu Watt/Marmura 92.
18. ↑  Vgl. Watt/Marmura 93, Mourad 188.
19. ↑  Vgl. Hamdan 135–139.
20. ↑  Vgl. Hamdan 202.
21. ↑  Vgl. Hamdan 241f.
22. ↑  Vgl. Hamdan 199f.
23. ↑  Vgl. Hamdan 38, 261f.
24. ↑  Vgl. Hamdan 262f.
25. ↑  Vgl. Hamdan 290f.
26. ↑  Vgl. zum Problem Ignaz Goldziher: Die Richtungen der islamischen Koranauslegung. Leiden 1920. S. 26–28.
27. ↑  Vgl. Hamdan 123f.
28. ↑  Vgl. Makkī Ibn-Abī-Ṭālib al-Qaisī: al-Īḍāḥ li-nāsiḫ al-Qurʾan wa-mansūḫi-hi wa-maʿrifat uṣūlihi wa-ḫtilāf an-nās fīhi. Ed. Aḥmad Ḥ. Farḥāt. Ǧidda: Dār al-Manāra 1986. S. 131, 142.

| Personendaten    | Personendaten                                                                              |
| ---------------- | ------------------------------------------------------------------------------------------ |
| NAME             | Hasan al-Basrī, al-                                                                        |
| ALTERNATIVNAMEN  | Abū Saʿīd al-Hasan ibn Abi l-Hasan al-Basrī; ابو سعيد الحسن بن ابي الحسن البصري (arabisch) |
| KURZBESCHREIBUNG | muslimischer Theologe und Koranexeget                                                      |
| GEBURTSDATUM     | 642                                                                                        |
| GEBURTSORT       | Medina                                                                                     |
| STERBEDATUM      | 728                                                                                        |
| STERBEORT        | Basra                                                                                      |